# Dinsac
Dinsac ist eine Gemeinde in Frankreich. Sie gehört zur Region Nouvelle-Aquitaine, zum Département Haute-Vienne, zum Arrondissement Bellac und zum Kanton Châteauponsac. Sie grenzt im Nordwesten an La Bazeuge, im Nordosten an Tersannes, im Osten an Magnac-Laval, im Süden an Le Dorat und im Westen an Oradour-Saint-Genest.
Durch Dinsac fließt die Brame.

## Bevölkerungsentwicklung
| Jahr      | 1962 | 1968 | 1975 | 1982 | 1990 | 1999 | 2006 | 2013 |
| --------- | ---- | ---- | ---- | ---- | ---- | ---- | ---- | ---- |
| Einwohner | 306  | 286  | 272  | 266  | 285  | 282  | 259  | 265  |

## Sehenswürdigkeiten
- Kirche Saint-Martin
- Die Brücke „Pont du Cheix“, Monument historique

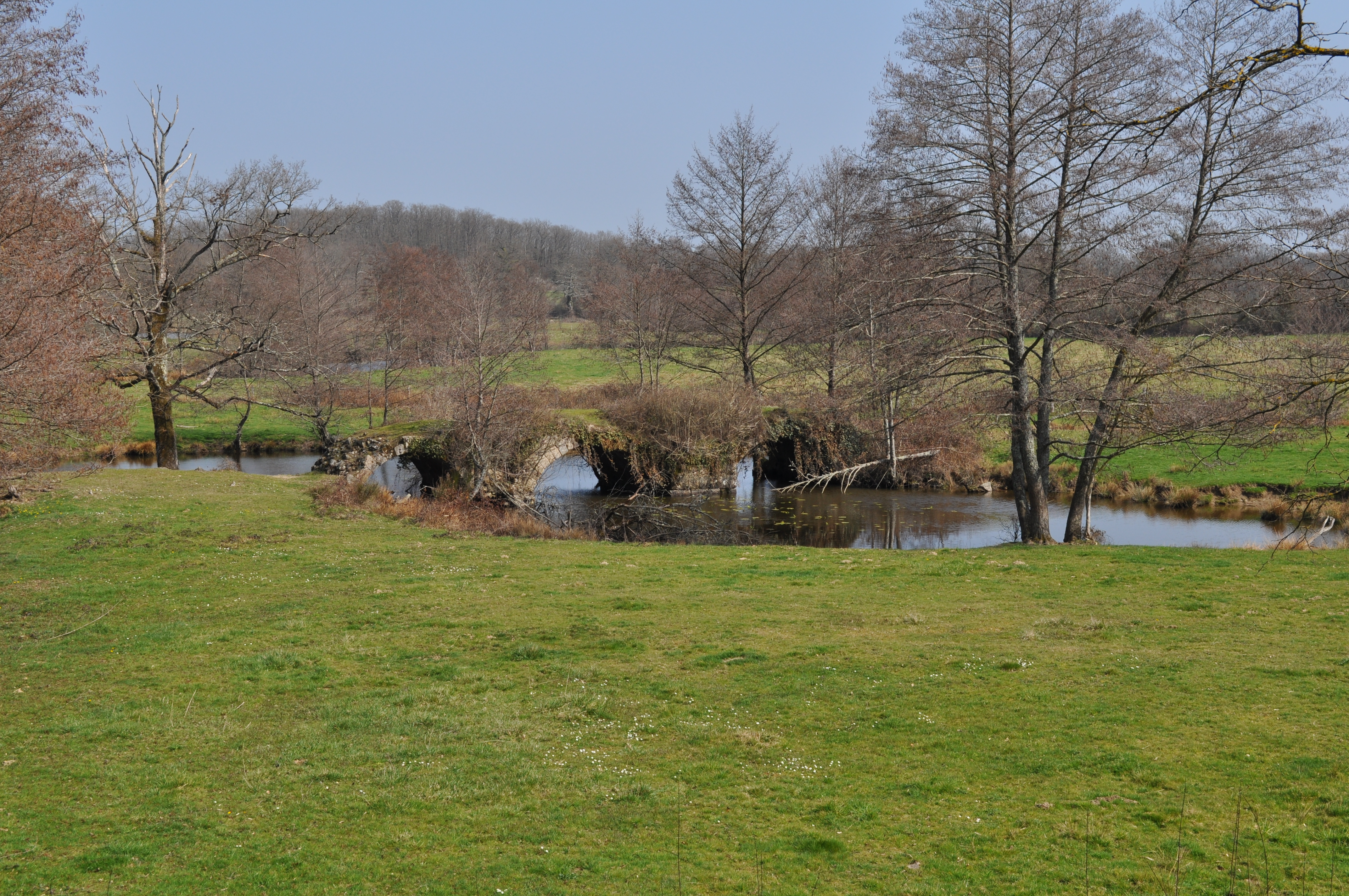
Pont du Cheix